# Tarlan Rafiee
Tarlan Rafiee (en persan : طرلان رفیعی), née le 1980 à Téhéran (Iran), est une peintre, écrivaine et commissaire d'exposition indépendante iranienne. Elle est célèbre pour ses activités internationales dans le domaine de l'introduction de l'art iranien moderne et contemporain.

## Carrière Artistique
Rafiee a entamé sa carrière artistique en 2001 en participant à une exposition collective à Téhéran.
Depuis, elle a exposé ses œuvres dans plusieurs expositions collectives, ainsi que dans des expositions solo et duo à travers l'Iran, l'Arménie et Dubaï.
Ses participations notables incluent des expositions telles que "Voitures : Accélérer le monde moderne" au musée Victoria & Albert, "Voix iraniennes" sous la curation de Venetia Porter au musée britannique, et "Le réconfort des amoureux" au musée d'État du Tyrol.
Les œuvres de Rafiee font partie de collections internationales telles que le musée d'Art du comté de Los Angeles aux États-Unis, le musée britannique, le musée Victoria & Albert, le Palais Ducal de Mantoue et le Tiroler Landesmuseum.

## Travail de commissariat et auteuriat
Rafiee a initié sa carrière de commissaire d'exposition avec le Projet Calling en 2013, facilitant une exposition d'échange entre artistes britanniques et iraniens. Depuis lors, elle a organisé de nombreuses expositions en Iran, à Dubaï, en Autriche et en Italie. Parmi ses projets remarquables figure "Bonjour... bonne nuit. Cinq artistes et une commissaire d'exposition d'Iran" qui s'est tenue au Palais Ducal de Mantoue,,,, où elle a exercé à la fois en tant que commissaire et auteure du livre accompagnant, exposant des œuvres d'artistes iraniennes renommées telles que Parvaneh Etemadi, Farah Ossouli, Nargess Hashemi et Rozita Sharafjahan.
La même exposition a été invitée à se dérouler au Château du Monferrat à Casale Monferrato.
Une autre exposition marquante de sa carrière est "SOLACE OF LOVERS: TROST DER LIEBENDEN",, un effort collaboratif avec Yashar Samimi Mofakham organisé pour le Tiroler Landesmuseum. Dans cette exposition, elle a présenté la collection historique d'Albert Joseph Gasteiger Art qadjar ainsi que des maîtres iraniens tels que Parviz Tanavoli, Jazeh Tabatabai, Reza Bangiz, Farah Ossouli, Nargess Hashemi, Mazdak Ayari et Khosrow Sinai. Rafiee a co-commissarié l'exposition et co-écrit un livre sous le même titre.
En 2008, elle a co-fondé Bread & Salt Projects, un projet de commissariat ainsi qu'une archive et une collection étendues d'art moderne et contemporain iranien dans le but de préserver les documents de l'art moderne et contemporain iranien,.